# Tipula (Yamatotipula) lucifera
Tipula (Yamatotipula) lucifera is een tweevleugelige uit de familie langpootmuggen (Tipulidae). De soort komt voor in het Palearctisch gebied.